# DEMIRA
DEMIRA, ursprünglich DEMIRA Deutsche Minenräumer, ist eine Hilfsorganisation mit Schwerpunkt Humanitäre Minenräumung und Kampfmittelbeseitigung. Der Vereinssitz befindet sich in Sauerlach. Gründer und Vorsitzender bis 2016 war Martin Auracher (1969–2016). Nach dessen Tod befand sich die Organisation nach eigenen Angaben in der Umstrukturierung; im November 2017 wurde der Verein DEMIRA e. V. mit Sitz in Sauerlach gegründet. Marcia Auracher-Hamzat ist Vorsitzende der heutigen DEMIRA.

## Tätigkeitsfelder
Zur Minenräumung und Kampfmittelbeseitigung kamen im Laufe der Jahre noch weitere Aufgaben hinzu. Dazu zählen unter anderem Katastrophenhilfe, medizinische Notfallversorgung, die Ausbildung lokaler Minenräumer, die Entwicklung von mechanischen Minenräumgeräten sowie die Ausbildung von Minen- und Sprengstoffspürhunden. Auch die Information und Aufklärung der Zivilbevölkerung über die Gefahren von Landminen in den betroffenen Gebieten ist von Bedeutung. Für die Nothilfe wird eine Emergency Response Unit, bestehend aus Ärzten, Rettungsassistenten, Technikern und Logistikern, bereitgehalten, die innerhalb kurzer Zeit in Katastrophenregionen entsendet werden kann.

## Partner
Der Verein ist Mitglied im Paritätischen Wohlfahrtsverband (Landesverband Bayern) und in der Aktion Deutschland Hilft. Partner bei Auslandseinsätzen sind das Auswärtige Amt und das Europäische Amt für Zusammenarbeit der Europäischen Kommission. Die Bundesregierung finanzierte beispielsweise die Minenräumeinsätze in Bosnien-Herzegowina und Libyen.

## Einsätze (Auswahl)
- Angola (Minenräumung)
- Bosnien-Herzegowina (Minenräumung)
- Haiti (Nothilfe nach dem Erdbeben 2010)
- Irak (Flüchtlingshilfe)
- Japan (Nothilfe nach der Tsunami-Katastrophe 2011)
- Kroatien (Minenräumung)
- Libanon (Notversorgung und Minenaufklärung im Libanonkrieg 2006)
- Libyen (Minenräumung und Ausbildung lokaler Minenräumer)
- Mosambik (Minenräumung)
- Nepal (Medizinische Nothilfe und Wiederaufbau nach dem Erdbeben 2015)
- Pakistan (Humanitäre Hilfe nach der Überschwemmungskatastrophe 2010)
- Sri Lanka (Nothilfe nach dem Erdbeben im Indischen Ozean 2004)